# Lautari
Lautari – polska grupa etno-jazzowa, której twórczość osadzona jest w tradycjach muzycznych środkowej, wschodniej i południowej Europy oraz Kaukazu, na płycie Vol. 67 sięgnęli po fortepianowe opracowania ludowych melodii zebrane zredagowane przez Oskara Kolberga. Założycielem i liderem grupy jest Maciej Filipczuk.

## Skład
Skład z płyt Muzica Lautaresca Nova i Azaran:
- Maciej Filipczuk – skrzypce
- Zbigniew Łowżył – fortepian
- Michał Żak – klarnet, flety, bombarda, zurna
- Robert Siwak – instrumenty perkusyjne

Skład na płycie Vol 67:
- Maciej Filipczuk – skrzypce, fortepian
- Jacek Hałas – akordeon, fortepian
- Marcin Pospieszalski – kontrabas
- Michał Żak – klarnet, szłamaja

Skład w projekcie Dżezbandyta, czyli złodzieje wiejskiej muzyki:
- Maciej Filipczuk – skrzypce
- Jacek Hałas – akordeon
- Michał Żak – klarnet, flet, saksofon sopranowy
- Marcin Lamch – gitara basowa
- Piotr Gwadera – perkusja.

## Dyskografia
- Musica Lautaresca Nova (2002)
- Azaran (2006)
- Vol. 67 (2015)
- Vol. 67. Live 2014 (2015)[2]

## Nagrody
- Folkowy Fonogram Roku 2006 (CD Azaran – I miejsce)
- Folkowy Fonogram Roku 2002 (CD Muzica Lautareasca Nova – II miejsce)
- Festiwal Folkowy Polskiego Radia Nowa Tradycja 2001 (II miejsce)
- Scena Otwarta Festiwalu Mikołajki Folkowe 2000 (III miejsce)